# Port lotniczy Juigalpa
Port lotniczy Juigalpa (ang. Juigalpa Airport, ICAO: MNJU) – port lotniczy zlokalizowany w Juigalpie, w Nikaragui.